# Al-Qods 101
La roquette al-Qods 101 est une roquette d'artillerie artisanale fabriquée et utilisée par le Jihad islamique palestinien pour des attaques contre Israël. L'al-Qods 101 est très probablement assez similaire aux roquettes Qassam utilisée par le Hamas.
Le 11 février 2006, le porte-parole du Jihad islamique, Abu Hamza, a rapporté que le missile al-Qods 2 nouvellement développé avait une longueur de 2,3 mètres et était capable de frapper Ashkelon, en Israël, depuis la bande de Gaza.
Le Jihad islamique a publié une vidéo montrant le développement d'une fusée Qods-4 beaucoup plus grande. Ces roquettes ne peuvent pas être tirées avec précision pour cibler des objectifs militaires spécifiques dans ou à proximité de zones civiles.
Human Rights Watch a publié une analyse dans laquelle elle affirme que « ces armes sont donc indiscriminées lorsqu'elles sont utilisées contre des cibles dans des centres de population. L'absence de forces militaires israéliennes dans les zones touchées par les roquettes, ainsi que les déclarations des dirigeants des groupes armés palestiniens selon lesquelles des centres de population étaient ciblés, indiquent que les groupes armés ont délibérément attaqué des civils israéliens et des biens civils. ». Les attaques indiscriminées contre des civils et des structures civiles qui ne font pas de distinction entre civils et cibles militaires sont illégales en vertu du droit international,.